# Psammotreta intastriata
Psammotreta intastriata är en musselart som först beskrevs av Thomas Say 1827.  Psammotreta intastriata ingår i släktet Psammotreta och familjen Tellinidae. Inga underarter finns listade i Catalogue of Life.